# Frans Eemil Sillanpää
Frans Eemil Sillanpää  pronunciació en finès (?·pàg.) (Hämeenkyrö, Finlàndia, 16 de setembre del 1888 - Hèlsinki, 3 de juny del 1964) fou un escriptor finlandès guardonat amb el Premi Nobel de Literatura l'any 1939.

## Biografia
Va néixer el 16 de setembre del 1888 a la ciutat de Hämeenkyrö, població a la província de Finlàndia occidental. D'origen humil, els seus pares van aconseguir els diners necessaris per enviar Sillanpää a estudiar a Tampere i, posteriorment, a la Universitat de Hèlsinki. En aquesta universitat, va estudiar medicina i va relacionar-se amb Eero Järnefelt, Jean Sibelius, Juhani Aho i Pekka Halonen. L'any 1913, va 
retornar a la seva vila natal, i es dedicà a l'escriptura.
Morí el 3 de juny del 1964 a la seva residència de la ciutat de Hèlsinki.

## Obra literària
Els seus escrits són exposicions de la vida senzilla de gent senzilla de la Finlàndia rural i, en els primers relats, Elämä ja aurinko (La vida i el sol, 1916) i Ihmislapsia elämän saatossa (Els fills de l'home en el seguici de la vida, 1917) es manifesten influències de Knut Hamsun i Maurice Maeterlinck. Els seus personatges experimenten el seu destí, sovint una pèrdua lenta, amb una resignació passiva o una indiferència serena. La vida i una natura evocades d'una manera lírica ofereixen alguns períodes de remissió i de felicitat curta.
Els esdeveniments polítics ocorreguts entre 1917 i 1918 el van inspirar per escriure la novel·la Hurskas kurjuus (Santa misèria, 1919).
L'any 1939, fou guardonat amb el Premi Nobel de Literatura, l'únic escriptor en finès a aconseguir-ho, per la seva comprensió profunda del camp rural del seu país i per l'art exquisit amb el qual ha retratat el seu modus de vida i la seva relació amb la natura.

## Obra publicada
| - 1916: Elämä ja aurinko - 1917: Ihmislapsia elämän saatossa - 1919: Hurskas kurjuus - 1919: Rakas isänmaani - 1923: Hiltu ja Ragnar - 1923: Enkelten suojatit - 1924: Omistani ja omilleni - 1924: Maan tasalta - 1925: Töllinmäki | - 1928: Rippi - 1930: Kiitos hetkistä, Herra... - 1931: Nuorena nukkunut - 1932: Miehen tie - 1933: Virranpohjalta - 1934: Ihmiset suviyössä - 1936: Viidestoista - 1941: Elokuu - 1945: Ihmiselon ihanuus ja kurjuus |

## Reconeixements
En honor seu, s'anomenà l'asteroide (1446) Sillanpää descobert el 26 de gener del 1938 per l'astrònom i físic Yrjö Väisälä.